# Cai Werner Fürsen
Cai Werner Fürsen (* 21. Januar 1806 in Tangsholm auf Alsen; † 18. April 1862 in Hamburg) war ein Hardesvogt.

## Leben und Wirken
Cai Werner Fürsen war ein Sohn des Hardesvogts Ernst Georg Joachim Fürsen. Er hatte vier Schwestern und sechs Brüder, darunter den Oberst Johann Nikolaus Fürsen-Bachmann.
Fürsen absolvierte 1829 das juristische Examen. Anschließend zog er nach Kopenhagen und arbeitete als Auditeur und später als Amtssekretär im Amt Tondern unter Leitung des Amtmanns von Krogh. Danach bekleidete er den Posten des Hardesvogtes der Schluxharde in Rapstedt. Während des ersten Waffenstillstands der Schleswig-Holsteinischen Erhebung 1848 setzte er sich nach Hamburg ab. Bei erneutem Kriegsausbruch 1850 verlor er sein Amt und ließ sich endgültig in Hamburg nieder. Hier starb er verarmt im April 1862.
Fürsen war seit dem 15. April 1842 mit Louise Antoinette Gotthardine Eicke (* 17. November 1815 in Schleswig; † 16. Dezember 1894 ebenda) verheiratet. Das Ehepaar hatte drei Töchter.